# Kopernicium
Kopernicium (chemická značka Cn, latinsky Copernicium) je 20. transuranem. Jedná se o silně radioaktivní kovový prvek, připravovaný uměle v cyklotronu nebo urychlovači částic. Jeho jméno, které navrhli objevitelé, oznámila IUPAC 19. února 2010, tedy právě v den narozenin Mikuláše Koperníka, po kterém je prvek pojmenován.
Kopernicium doposud nebylo izolováno v dostatečně velkém množství, aby bylo možno určit všechny jeho fyzikální a chemické vlastnosti. Při své poloze v periodické tabulce prvků by svými vlastnostmi mělo připomínat rtuť.

## Historie

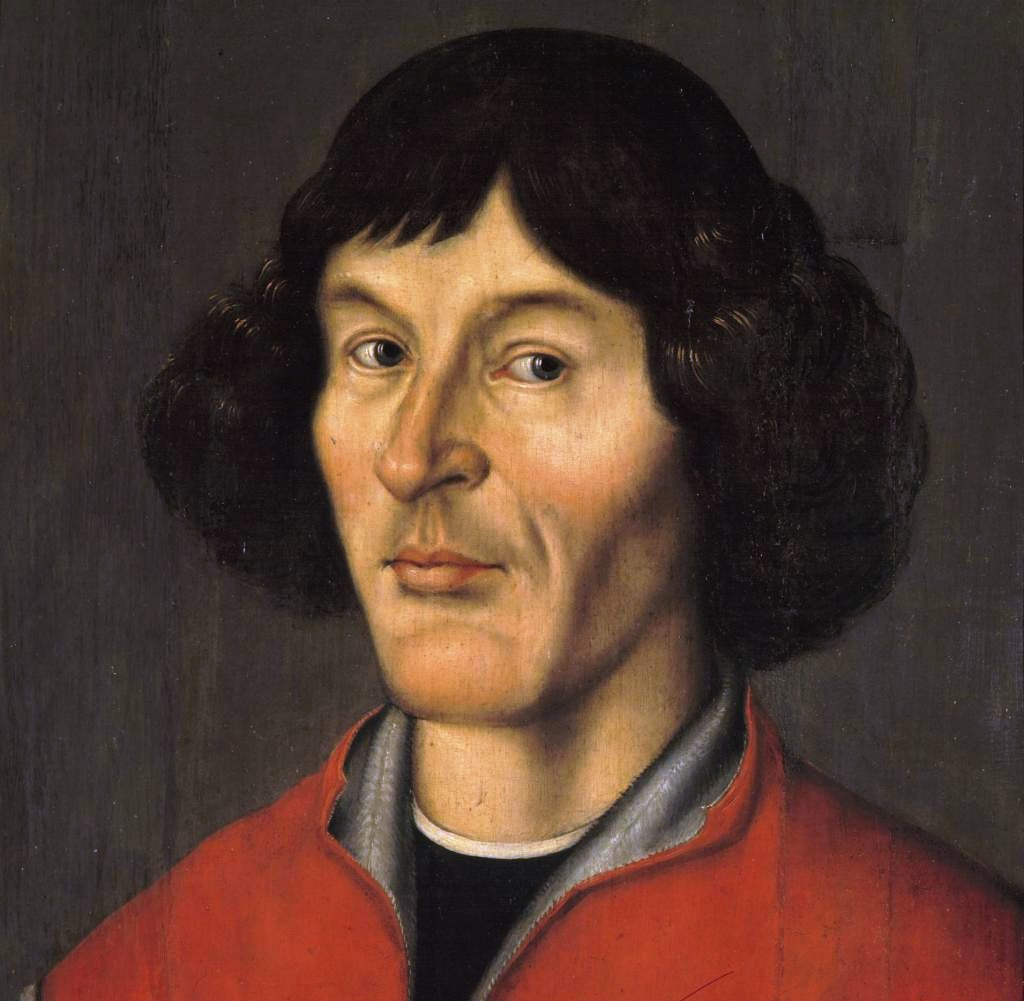
Portrét Mikuláše Koperníka

První přípravu prvku s atomovým číslem 112 (s dočasným názvem ununbium) oznámili němečtí fyzici 9. února roku 1996 z Ústavu pro výzkum těžkých iontů (GSI Helmholtzzentrum für Schwerionenforschung) v německém Darmstadtu. Bombardováním izotopu olova jádry atomu zinku získali izotop 277Cn s poločasem rozpadu asi 0,2 sekundy.
 208
82 Pb +  70
30 Zn →  278
112 Cn →  277
112 Cn +  1
0 n
V květnu roku 2006 detekoval tým výzkumníků v Dubně kopernicium 282Cn jako produkt alfa rozpadu oganessonu.
 294
118 Og →  290
116 Lv →  286
114 Fl →  282
112 Cn
Nejstálejší známý izotop kopernicia je 285Cn s poločasem rozpadu 29 s. Další izotop, 283Cn, se rozpadá na darmstadtium při vyzáření částice alfa.
Jako oficiálně existující prvek však kopernicium uznala Mezinárodní unie pro čistou a užitou chemii až v roce 2009. Darmstadtský výzkumný tým vedený prof. Sigurdem Hofmannem pro něj navrhl na počest Mikuláše Koperníka mezinárodní jméno copernicium (česky kopernicium) a značku Cp. Ta byla změněna na konečné Cn. Symbol Cp byl totiž spojen s latinským jménem cassiopeium, navrženým pro prvek dnes zvaný lutecium.

## Izotopy
Doposud je známo 10 následujících izotopů kopernicia, přičemž je pravděpodobné, že izotopy s nukleonovým číslem 283 a 285 se vyskytují ve 2 izomerních modifikacích s různým poločasem přeměny:
| Izotop | Rok objevu | Reakce         | Poločas přeměny |
| ------ | ---------- | -------------- | --------------- |
| 276Cn  |            |                | ?               |
| 277Cn  | 1996       | 208Pb(70Zn,n)  | 0,7 ms          |
| 278Cn  | 1995       |                | ?               |
| 279Cn  |            |                | ?               |
| 280Cn  |            |                | ?               |
| 281Cn  |            |                | 0,13 s          |
| 282Cn  | 2004       | 238U(48Ca,4n)  | 0,50 ms         |
| 283Cn  | 2002       | 244Pu(48Ca,5n) | 4,0 s           |
| 283mCn | 1998       | 238U(48Ca,3n)  | 7 min           |
| 284Cn  | 2002       | 244Pu(48Ca,4n) | 101 ms          |
| 285Cn  | 1999       | 244Pu(48Ca,3n) | 30 s            |
| 285mCn | 1999       | 244Pu(48Ca,3n) | 8,9 min         |